# Opiate
Opiate – debiutancki minialbum zespołu Tool, wydany 10 marca 1992 roku nakładem Zoo Entertainment.

## Lista utworów
Płyta zawiera także ukryty utwór „The Gaping Lotus Experience”. W wersji CD jest on ukryty w ostatnim utworze, w wersji winylowej na stronie 2 płyty znajdują się dwie ścieżki, w jednej z nich jest zawarty utwór „The Gaping Lotus Experience”, w drugiej „Cold and Ugly”.
1. „Sweat” – 3:46
2. „Hush” – 2:48
3. „Part of Me” – 3:17
4. „Cold and Ugly (Live)” – 4:09
5. „Jerk-Off (Live)” – 4:23
6. „Opiate” – 8:28

## Twórcy
- Danny Carey – perkusja
- Paul D’Amour – gitara basowa
- Maynard James Keenan – wokal
- Adam Jones – gitara